# Маслова, Татьяна Александровна
Татьяна Александровна Маслова (25 августа 1913, Санкт-Петербург, Российская империя — 13 июня 1966, Франкфурт-на-Майне, ФРГ) — русская участница конкурсов красоты, победительница конкурсов Мисс Россия 1933 в Париже и Мисс Европа 1933.

## Биография

Татьяна Маслова

Родилась в семье лейтенанта Императорского Черноморского флота России Александра Маслова, расстрелянного большевиками в 1917 году. После смерти Маслова его семья бежала из России и нашла убежище в Вильно, где мать Татьяны вышла замуж за польского офицера 23-го Гродненского кавалерийского полка. Татьяна окончила римско-католическую гимназию. Свободно говорила на пяти языках, пела и играла на фортепиано.
На конкурс «Мисс Россия» попала благодаря дяде, который прислал её фото в российский журнал «La Russie Illustrée», издаваемый в Париже. Организатор конкурса «Мисс Европа» Морис де Валефф уведомил письмом редактора журнала «Иллюстрированная Россия» о создании нового международного конкурса и пригласил представлять Россию девушку из 200-тысячной парижской русской общины, мотивируя это тем, что «Советы могли прислать не ту красавицу, какую хотелось бы».
Выиграв конкурс красоты «Мисс Россия», получила возможность участвовать в конкурсе «Мисс Европа».
27 мая 1933 года в Мадриде заняла первое место в конкурсе красоты «Мисс Европа», обойдя тринадцать участниц.
После конкурсов Татьяна Маслова участвовала в киносъёмках в Варшаве. Затем красавица вернулась в Вильну и вела там скромную жизнь.
Татьяна Маслова была очень популярна в Польше, композитор А. Ящинский написал в её честь танго «Плачущее сердце», которое первым исполнил польский актёр и певец Адам Астон.
До начала Второй мировой войны вышла замуж за Рафаила Лобаноса, внешне ничем не примечательного человека, на двадцать лет старше её — караима из Тракая, адвоката по профессии. Вскоре после свадьбы супружеская чета уехала из Вильно в Германию.
Поселились они во Франкфурте-на-Майне, где Татьяна Маслова умерла 13 июня 1966 года в возрасте 52 лет.